# Smuklica zwyczajna
Smuklica zwyczajna, wysmuklica zwyczajna (Leptothorax acervorum) – gatunek mrówki z podrodziny Myrmicinae.

## Rozmieszczenie i środowisko
Występuje głównie w suchych i jasnych borach (zwłaszcza sosnowych) ze skąpym podszytem, ale też na różnego rodzaju terenach otwartych (łąki, pastwiska, torfowiska). Gatunek borealno-górski, pospolity w całej Polsce, w górach sięga piętra turni.

## Charakterystyka
Długość ciała robotnic 3,8–4,5 mm; ciało żółtobrązowe lub rudawe, głowa i górna powierzchnia odwłoka nieznacznie przyciemnione. Mrówki o łagodnym charakterze, furażują pojedynczo, polują na drobne bezkręgowce lub żywią się padliną. Lot godowy w lipcu i sierpniu.

## Gniazda
Gniazduje zarówno w próchniejących pniakach, pod korą, opadłych gałęziach, jak i pod kamieniami, w szczelinach skalnych czy kępach torfowców. Gniazda ziemne spotyka się rzadko. Tworzy kolonie mono- lub poliginiczne, liczące do kilkudziesięciu robotnic.

## Podgatunki
U Smuklicy zwyczajnej wyodrębniono 4 podgatunki:
- Leptothorax acervorum acervorum Fabricius, 1793
- Leptothorax acervorum nigrescens Ruzsky, 1905
- Leptothorax acervorum superus Ruzsky, 1905
- Leptothorax acervorum vandeli Bondroit, 1920